# Yoiver González
Yoiver González Mosquera (Puerto Tejada, 22 novembre 1989) è un calciatore colombiano, difensore dell'Inter de Palmira.

## Carriera
Ha giocato nella massima serie colombiana.